# Odontria punctulata
Odontria punctulata är en skalbaggsart som beskrevs av Thomas Broun 1880. Odontria punctulata ingår i släktet Odontria och familjen Melolonthidae. Inga underarter finns listade i Catalogue of Life.